# أوليفييه كوستوديو
أوليفييه كوستوديو هو لاعب كرة قدم سويسري في مركز الوسط، ولد في 10 فبراير 1995 في سويسرا. لعب مع نادي لوزان.

## وصلات خارجية
- أوليفييه كوستوديو على موقع قاعدة بيانات كرة القدم.إي يو (الإنجليزية)
- أوليفييه كوستوديو على موقع Soccerway.com (الإنجليزية)
- أوليفييه كوستوديو على موقع عالم كرة القدم.نت (الإنجليزية)